# 希布恰尔乌帕齐拉
希布恰尔乌帕齐拉 ，是孟加拉国达卡专区马达里普尔县的一个乌帕齐拉。
1991年人口普查数据显示，其人口为306082，其中男性占比51.46%，女性48.54%，总成年（即年龄超过18岁）人口为143975。其7岁以上人口识字率为26.9%。